# ماری (ژنرال)
ماری (کره‌ای: 마리; هانجا: 摩離)، یک ژنرال ارتش دامول و بعدها نخستین نخست‌وزیر گوگوریو بود، او زادهٔ بویو و از بنیانگذاران امپراتوری گوگوریو بود.

## تاریخچه
به گفته سامگوک ساگی هنگامی که جومونگ از بویو گریخت و گوگوریو را بنیان نهاد، و اویی و هیوپبو به جومونگ کمک رسانی کردند. در اوت سال ۱۴ میلادی، به فرمان امپراتور یوری، او ارتشی ۲۰٫۰۰۰ نفری را به همراه اویی رهبری کرد، یانگمک را درهم کوبید.

## تصویرسازی مدرن
- توسط «آن جونگهون» در مجموعه تلویزیونی «افسانه جومونگ» درسال ۲۰۰۶–۲۰۰۷ از ام‌بی‌سی به تصویر کشیده شد.